# Lori (langue)
Pour les articles homonymes, voir Lori.
 (novembre 2015).
Si vous disposez d'ouvrages ou d'articles de référence ou si vous connaissez des sites web de qualité traitant du thème abordé ici, merci de compléter l'article en donnant les références utiles à sa vérifiabilité et en les liant à la section « Notes et références ».

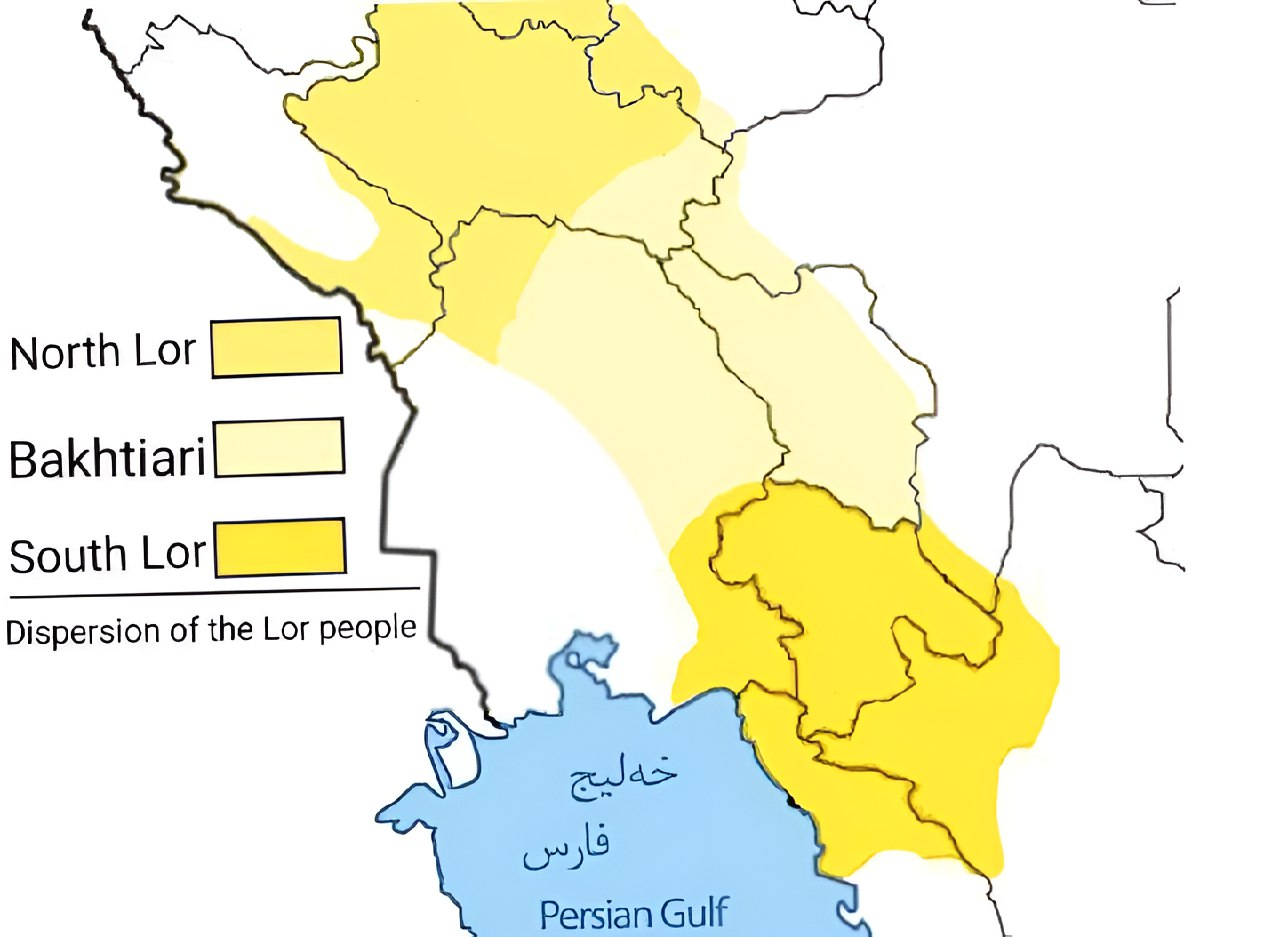
Disperion du groupe lori

Le lori, ou louri, est un petit groupe de langues iraniennes du sud-ouest et est principalement parlé par les Lors et les Bakhtiaris habitant dans les provinces iraniennes du Lorestan, d'Ilam, de Chahar Mahaal et Bakhtiari, de Kohkiluyeh et Buyer Ahmad, de Hamedan et certaines préfectures du Khouzestan et de la province d'Ispahan.

## Variétés
La base de données linguistique Glottolog recense une sous-famille pour le luri, qui comprend trois variétés possédant chacune plusieurs dialectes :
- le lori du Nord, avec les dialectes de Andimeshki, Bala-Gariva'i, Borujerdi, Cagani, Khorramabadi, Mahali, Nahavandi.
- le lori du Sud, avec les dialectes de Boyerahmadi, Kohgiluyeh, Mamasani, Shuli, Yasuji.
- le bakhtiari, avec les différents dialectes au sein des tribus Tchahar Lang et Haft Lang.

Les ethnologues[Lesquels ?], quant à eux, classifient les langues suivantes dans le groupe lori :
- le lori du Nord ;
- le lori du Sud ;
- le bakhtiari ;
- le kumzari.